# Sting Entertainment
Sting Entertainment (株式会社スティング?) è un'azienda giapponese di videogiochi. È nota per i suoi videogiochi di ruolo che includono Treasure Hunter G, Dokapon Kingdom e Baroque. Negli Stati Uniti d'America i titoli di Sting sono distribuiti da Atlus. Nel 2012 ha stipulato una joint venture con Idea Factory denominata Super String.